# 임영록
임영록(林英鹿, 1955년 3월 30일 ~ 강원 영월)은 대한민국의 금융인이다.

## 학력
- 경기고등학교 졸업
- 서울대학교 국문학 학사
- 서울대학교 행정대학원 석사
- 밴더빌트대학교 대학원 경제학 석사
- 한양대학교 대학원 경제학 박사

## 경력
- 제20회 행정고시 합격
- 1997 : 재정경제원 금융정책실 자금시장과장
- 1998 : 재정경제부 금융정책국 은행제도과장
- 2000.07 ~ 2001.05 : 경수로사업지원기획단 재정지원부장
- 2001.05 ~ 2003.08 : 재정경제부 경제정책국 정책조정심의관
- 2003.08 ~ 2004.01 : 재정경제부 경제협력국장
- 2004.01 ~ 2005.02 : 외교통상부 다자통상국장
- 2005.02 : 재정경제부 금융정책국장
- 2006.10 : 재정경제부 차관보
- 2007.03 ~ 2007.07 : 재정경제부 정책홍보관리실장
- 2007.07 ~ 2008.02 : 재정경제부 제2차관
- 2008.03 ~ 2009.08 : 한국금융연구원 초빙연구위원
- 2009.09 ~ 2010.08 : 법무법인 충정 상임고문
- 2010.08 ~ 2013.07 : KB금융지주 사내이사 겸 사장
- 2013.07 : KB금융지주 대표이사 회장
- 2016.03 ~ 2019.03 : 두산중공업 사외이사
  - 두산중공업 감사위원
  - 두산중공업 내부거래위원
  - 두산중공업 사외이사후보추천위원장

| 전임 김석동 | 제10대 재정경제부 차관보 2006년 10월 31일 ~ 2007년 3월 23일 | 후임 조원동 |

| 전임 진동수 | 제14대 재정경제부 제2차관 2007년 7월 27일 ~ 2008년 2월 29일 | 후임 최중경 (기획재정부 제1차관) |